# Сихівський район
Си́хівський райо́н — один із районів Львівської міськради, що охоплює територію південно-східної частини міста Львова: колишніх сіл та місцевостей — Сихів, Козельники, Пирогівку, Боднарівку, Персенківку, Новий Львів, Пасіки, частково Снопків і частково колишні угіддя села Зубра.

## Назва

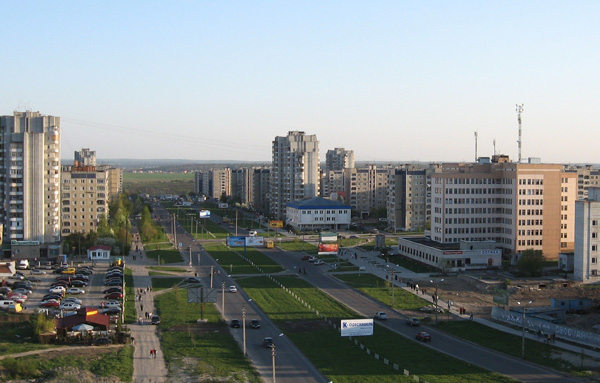
Сихів, мікрорайон «Санта Барбара»

Назва Сихівського району походить від назви найбільшого житлового масиву Львова — Сихова, який є основою цього адміністративного району Львова. Останній, своєю чергою, успадкував її від назви села Сихів, яке увійшло до складу Львова після чого на його місці було збудовано цей житловий масив. Саме село згадується ще у XV столітті У географічній енциклопедії кінця XIX століття первісна назва писалась Siechów або руською (українською) Sychiw.

## Населення
Основою Сихівського району Львова є найбільший у місті Сихівський житловий масив, тож не дивно, що саме цей район має найбільше у місті населення з-поміж шести інших районів. До того, якщо в інших районах Львова та по місту загалом демографи фіксують поступове скорочення населення, то у Сихівському районі є хоч і незначний, але все ж приріст населення. Так, якщо у 2001 році в районі жило 145 932 мешканців, то у 2021 році — 150 343 мешканців.
Для порівняння — населення найменшого обласного центру України — Ужгорода становить близько 117 тисяч осіб
У 2001 році у Сихівському районі проживало 145 932 особи. Національний склад був таким:
| Національність | Частка, % |
| -------------- | --------- |
| українці       | 89,7      |
| росіяни        | 8,2       |
| поляки         | 0,7       |
| білоруси       | 0,5       |
| євреї          | 0,1       |
| вірмени        | 0,1       |
| інші           | 0,5       |
| не вказали     | 0,2       |

Розподіл населення Сихівського району за рідною мовою:
| Національність | Усього, осіб | Частка, % | Рідна мова           | Рідна мова           | Рідна мова | Рідна мова | Рідна мова | Рідна мова |
| Національність | Усього, осіб | Частка, % | своєї національності | своєї національності | українська | українська | російська  | російська  |
| Національність | Усього, осіб | Частка, % | осіб                 | %                    | осіб       | %          | осіб       | %          |
| -------------- | ------------ | --------- | -------------------- | -------------------- | ---------- | ---------- | ---------- | ---------- |
| українці       | 130 928      | 89,7      | 129 194              | 98,7                 | -          | -          | 1 692      | 1,3        |
| росіяни        | 12 020       | 8,2       | 10 776               | 89,7                 | 1 232      | 10,3       | -          | -          |
| поляки         | 944          | 0,7       | 333                  | 35,3                 | 521        | 55,2       | 84         | 8,9        |
| білоруси       | 686          | 0,5       | 185                  | 27,0                 | 177        | 25,8       | 320        | 46,7       |
| євреї          | 201          | 0,1       | 8                    | 4,0                  | 70         | 34,8       | 123        | 61,2       |
| вірмени        | 125          | 0,1       | 50                   | 40,0                 | 25         | 20,0       | 50         | 40,0       |
| татари         | 80           | 0,1       | 20                   | 25,0                 | 11         | 13,8       | 49         | 61,2       |
| німці          | 71           | 0,1       | 11                   | 15,5                 | 26         | 36,6       | 34         | 47,9       |
| молдовани      | 65           | 0,0       | 30                   | 46,2                 | 18         | 27,7       | 17         | 26,2       |
| угорці         | 50           | 0,0       | 30                   | 60,0                 | 14         | 28,0       | 6          | 12,0       |
| інші           | 436          | 0,3       | 140                  | 32,1                 | 124        | 28,4       | 155        | 35,6       |
| не вказали     | 326          | 0,2       | -                    | -                    | 5          | 1,5        | -          | -          |

## Історія

### Перші поселення
Сихівський район Львова є наймолодшим у місті, освоєння більшої частини територій, які входять до його складу, розпочалось лише в останній чверті минулого століття і не завершилось досі. Перші згадки про поселення тут датуються ще 14 століттям.

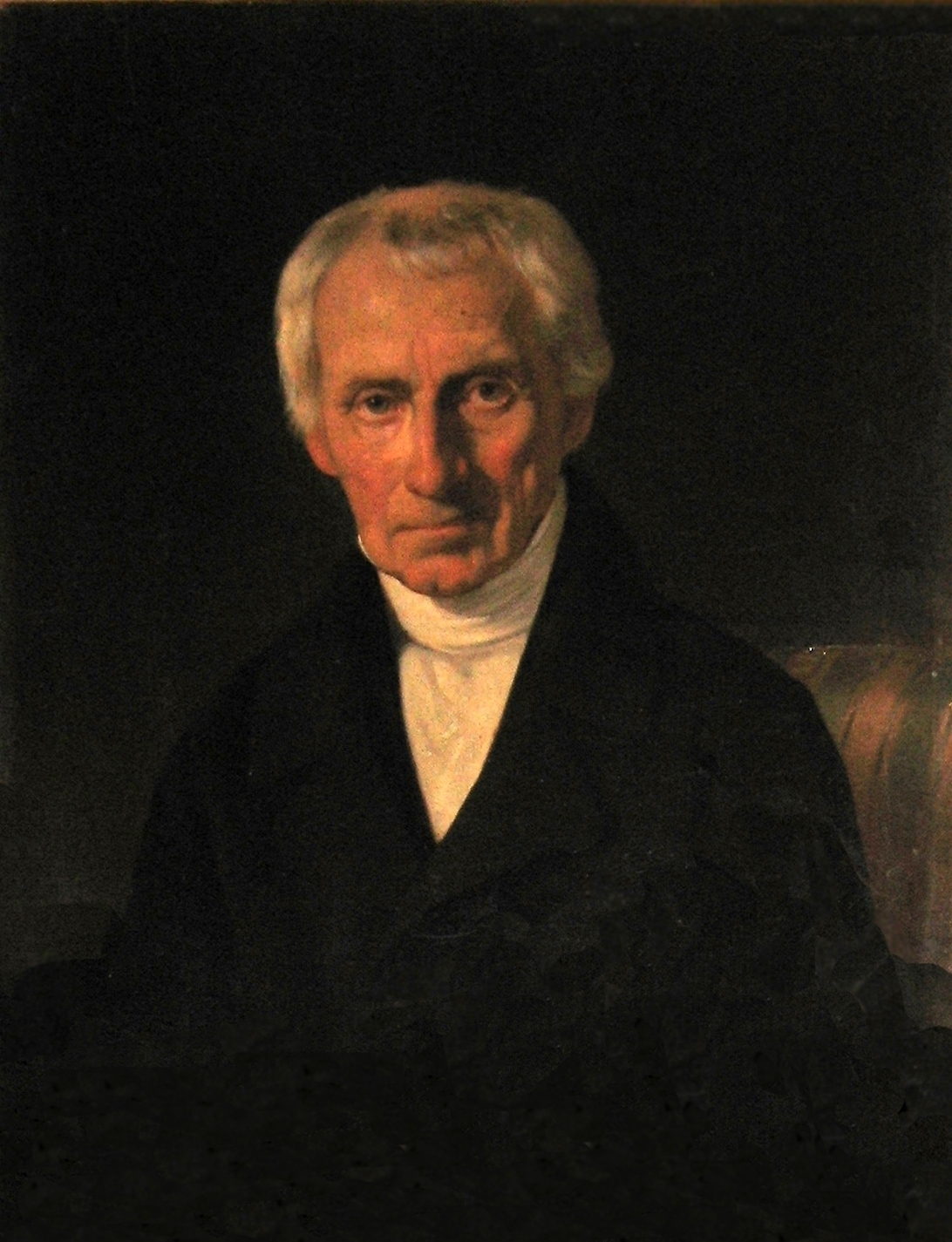
Денис Іванович Зубрицький, львівський хроніст

Найстарішою частиною району можна вважати місцевість Козельники — перша згадка про село з такою назвою датується 1374 роком. Село Сихів, яке стало основою майбутнього району Львова, вперше згадується 1409 року в «Хроніці міста Львова» Дениса Зубрицького: 25 травня 1409 року шляхтич Петро Влодек із Харбиновичів придбав село у його попередніх власників Івана Русина і його дружини Оксани за 50 кіп грошів.
10 березня 2009 року на Сихові відзначили 600-ліття першої згадки про село Сихів. До цієї події Сихівська адміністрація видала буклет про історію цієї території. Історичну довідку підготував дослідник Роман Крип'якевич.
Перші роки історії села Сихова пов'язані з численними перепродажами села від одного власника до іншого. У 1411 році Іван із Зубри придбав село за 60 кіп грошей руських та коня, якого оцінили у 4 копи, а вже 28 жовтня 1411 року вигідно перепродає за 170 кіп грошей. Однак трохи менше, ніж за рік Петро Влодек остаточно продає Сихів Іванові із Зубри за 130 кіп грошей. Втім навколо сихівських земель тривали суперечки, тож 12 листопада 1430 року староста Іван Вужик з Діброви за дорученням короля вирішує суперечку про сихівські маєтки між братами Іваном, Миколою і Мартином з Княгинич та Іваном із Зубрі. Судова тяганина навколо права власності на Сихів тягнулась протягом кількох десятків років. 1 серпня 1457 року брати Іван і Микола із Зубри поділили між собою села Сихів, Зубру й Освічу. Щодо останнього, то воно було відоме ще в XV столітті — воно знаходилось поруч із фільварком Креблівка, яке заснував наприкінці XIV століття на південний схід від Персенківки міщанин Лаврентій Кребль, власник броварні. Однак пізніше село Освіча, як і фільварок Креблівка зникають — можливо вони були знищені внаслідок ворожих нападів.

1485 року справу про власність над Сиховом розглядають львівський земський суддя Ґунтер з Сеняви і підсудок Іван з Високого; 1499 року — Петро Мишковський із Пречичева, воєвода Белзький і староста генеральний Руський.
Поступово село Сихів перейшло у власність львівських райців. 1507 року львівські райці за 200 гривень придбали у Івана та Петронелі Сокільницьких чверть Зубри і половину Сихова. 1508 року вони ж за 420 гривень придбали у Дзерслава Вільчека ще дві чверті Зубри, 1509-го — за 200 гривень у Яна Яцимірського останню чверть Зубри та іншу половину Сихова. Денис Зубрицький серед райців, які придбали Сихів, згадує Мартіна Вассербродта, Матеуса Вайднера, Яна Кошнера, Андреаса Бергера, Станіслава Газа, Миколу Тичку, Георга Вайнера, Ніколяуса Арнесті, Міхаеля Гаснера і Георга Гебеля. Також зазначає, що для цієї купівлі були використані як гроші з міської скарбниці, так і власні кошти райців, однак, їх було недостатньо, тому 300 гривень урядникам позичив декан Латинської катедри Ян Кровецький під відсоток 10 гривень щороку, з яких 5 гривень мали сплачуватись літургічному лекторові катедри, а ще 5 — «міському лазебникові», який за це зобов'язувався дозволяти щотижня користуватися лазнею вчителеві міської школи, всім учням і шести ксьондзам.
Найстарішою частиною Сихова вважають територію на північний захід від залізничної станції Сихів — на це вказує львівський краєзнавець Ігор Мельник. Зокрема тут на вулицях Садибній та Майданній збереглася стара, майже сільська забудова, а головне тут збереглася єдина у Львові автентична дерев'яна церква Пресвятої Трійці яка датована XVII століттям.

1525 року в житті села Сихова та сусідньої Зубри сталась ще одна важлива подія — вони отримали Магдебурзьке право.
До 1673 року на Сихові був лише один фільварок. Райці віддавали його в оренду, або доручали комусь господарювати в ньому, а прибуток ділили між собою. У 1673 році вони вирішили розділити Сихів на 12 частин, щоби кожен раєць мав свій сільський двір, поле і кметів. Прибутки з шинкування, млинів і ставу йшли до спільної каси для поділу між усіма. На Різдво кожен мав право вільно вирубувати ліс і вивозити до 12 возів дерева. Після смерті райця вдова і діти мали право користуватися маєтком ще рік і шість тижнів.

Можна припускати, що у XVIII столітті на Сихові переважало українське населення, принаймні про це свідчать історичні документи. 1774 року Сихів, що тоді мав статус села, налічував 46 селянських дворів, з яких усі — з тягловою силою: нараховується 75 коней та 45 волів. Село належало до української (греко-католицької) парафії.
Втім вже за сто років національний та конфесійний склад населення села змінився. Згідно з австрійським переписом населення 1880 року, у Сихові мешкало 460 осіб, із них 305 вважали себе римо-католиками, 151 — греко-католиками і 12 — гебреями. Тож на одного мешканця припадало тоді більше гектара землі.

### Початок індустріалізації та урбаністичного освоєння
У 1865 році поблизу Сихова пройшла залізнична лінія Львів — Чернівці, на якій було відкрито станцію Сихів. Однак ані до бурхливого розвитку території, ані до приєднання її до Львова це не призвело.
На початку ХХ століття у цій частині Львова був фільварок, названий у 1881 році іменем його власника — Миколая Красуцького (раніше звався Кратерівка) Красучином — згодом ця частина міста отримала назву Новий Львів. Від міста нову дільницю мав відділяти парк «Залізна Вода», закладений в 1905 році на схилах між Красучином і Софіївкою.
Також статус приміського поселення мала Персенківка — з того періоду залишилось близько 15 малоповерхових споруд. Історія Персенківки так само тягнеться у Середньовіччя — львівський міщанин Коснер заснував селище, яке назвали Коснерівка. У 1687 році купець Якуб Персінг викупив цю землю, і тоді назва змінилася — на Персенківку. Місцеві жителі розповідають іншу легенду — кажуть, колись на початку вулиці жили два графи — Пер і Сен. Склавши їхні імена, тутешні жителі і назвали вулицю.
Початком індустріального освоєння цієї частини Львова можна вважати 1907—1908 рік коли на місці колишнього іподрому створили тепличний комплекс та спорудили міську електростанцію. Її промислова архітектура вирішена у сецесійному стилі за проектами Адольфа Піллера, Юзефа Сосновського, Альфреда Захаровича. Її потужність становила 6000 к.с. (4500 кВт), вона виробляє змінний струм. Вона працює і досі, як Львівська ТЕЦ-1 та є структурним підрозділом ЛКП «Львівтеплоенерго». Частину території колишнього іподрому займає Львівський автобусний завод.
Одразу після цього розпочалось освоєння Нового Львова як дільниці престижної забудови. Новий Львів Ф. Касслер та А. Остен запланували у 1910 році створити тут дільницю вілл. Вони створили план міста-саду у вигляді прямокутника з великою круглою площею-сонцем у центрі, від якого розходилися шість вулиць-променів. На них планувалось споруджувати вілли та 2-3-поверхові будинки, оточені садами. До початку Першої світової війни встигли спорудити лише кілька будиночків в районі нинішніх вулиць Тернопільської (зокрема № 15) та Героїв Крут (№ 6, 6-А).
Під час драматичних подій польсько-української війни за Львів листопада 1918 року у львівському передмісті Персенківка велися жорстокі бої між українськими та польськими вояками. Кожний з військових підрозділів намагався утримати залізничну станцію, з обох боків загинуло немало вояків, яких згодом перепоховали на Личаківському цвинтарі.
28 вересня 1924 року на Персенківці урочисто відкрито гранітну колону на честь Захисників Львова, безкоштовно виконану за проєктом інженера-архітектора Рудольфа Індруха архітектором Антонієм Нестаровським, чий син-студент також загинув на Персенківці.
Після Першої світової решта територій, за межами Нового Львову зберігали статус приміських сіл, при цьому у них переважало польське населення. Зокрема, станом на 1921 рік за польським переписом населення р. у Козельниках мешкало 841 мешканець, з них 774 римо-католиків, 30 греко-католиків, 37 гебреїв. У 1925 році село Сихів, що перебувало у власності Львова, налічувало близько 1 тисячі мешканців, з яких 72 % становили поляки. Діяла парафіяльна церква для українців та жіноча школа домашнього господарства.
Не дивно, що тут відбувалось активне будівництво римо-католицьких костелів та монастирів. Зокрема До східної частини громади Козельники, належало урочище Дубина, між нинішніми вул. Зеленою та Пасічною, яке було власністю ордену Францисканців. У 1930-х ченці продали частину своїх земель й збудували монастирський комплекс, який за радянських часів увійшов до складу споруд на території заводу фрезерних верстатів (вул. Зелена, 149). У 1937—1939 роках при монастирі збудували, за проєктом архітекторів Стефана Порембовича та Романа Христовського, у стилі функціоналізму костел Христа Короля (Царя), який був посвячений римо-католицьким архієпископом Болеславом Твардовським у 1942 році. У 1946 році храм закрили і використовували як склад, а згодом перебудували під адміністративне приміщення. Також у 1938 році на Персенківці були збудовані костел та монастир Кармелітів босих, що нині знаходиться на території Львівського автобусного заводу (ЛАЗ).
До розбудови цієї частини Львова як житлового кварталу повернулися аж у 1930-х роках, коли між вулицями Цешинською (тепер Тернопільська) та Святої Софії (тепер Ярославенка) розбудовано, під керівництвом архітектора Тадеуша Врубеля, дільницю вілл у стилі функціоналізму. Більшість з них споруджено за типовими проектами. Лише кілька будиночків мають індивідуальні риси. Серед них вілла при вул. Шльонській (тепер Кибальчича), 11, збудована Тадеєм Врубелем у 1932 році для художника Е. Божемського, з композицією «Дівчина з рушником» у техніці сграффіто в стилі ар-деко на стіні фасаду. Саме ця дільниця стала називатися «Новим Львовом».
На початку 1930-х років минулого століття відбувається суттєве розширення території Львова, зокрема у 1930 році до складу Львова було включено Персенківку, а у 1931 році — північна частина Козельників (перед залізницею Львів-Чернівці) а також північна частина Боднарівки (до нинішнього проспекту Святого Івана Павла ІІ). Врешті у 1942 році до складу Львова включено Сихів та ряд приміських громад. Втім після повернення радянської влади Сихову знову повернули статус села.
Інтенсивне промислове освоєння цієї околиці Львова розпочалось вже за радянських часів. У 1945 році поблизу розпочалося будівництво автоскладального заводу, обладнання для якого привозили спочатку з окупованої Німеччини. Спочатку на підприємстві випускали автокрани, згодом воно було перепрофільоване на Львівський автобусний завод, який значно розширився, поглинаючи навколишні території, зокрема й старий іподром. В Освіцькому гаю, після війни було створено танкоремонтний завод, до якого у 1950-х роках було прокладено тролейбусну лінію.
Забудову Красучина продовжили лише у 1950-х роках, коли споруджували стандартні дво- триповерхові будинки на вулицях Угорській та Карбишева. Потім, у 1960-х, зламали планувальну схему Ф. Каслера та А. Остена і, замість площі-сонця з променями, заповнили прямокутник Нового Львова п'ятиповерховими «хрущовками» перпендикулярно до діагональної вулиці Моріса Тереза (тепер Сергія Литвиненка). Тоді ж колишній велосипедний завод перебудували на «Полярон», підприємство військової електронної техніки.

### Радянське освоєння Сихова

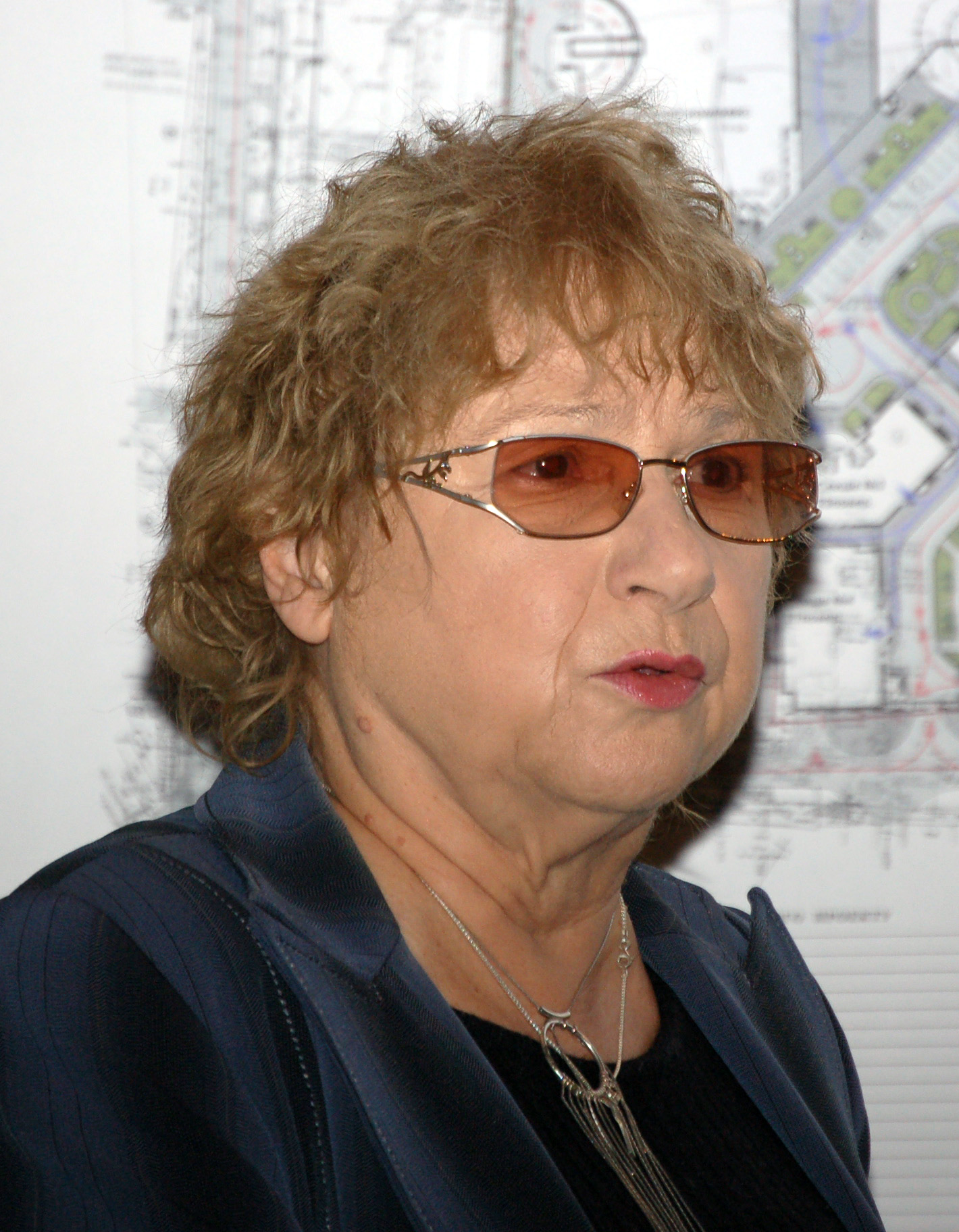
Архітектор Лариса Скорик один з авторів проекту розбудови Сихова

Рішенням Львівського облвиконкому від 13 червня 1952 року село Сихів включено в межі Львова. Перший проєкт детального планування, який уточнив намічені генпланом траси майбутніх магістралей, був розроблений ще в 1965—1966 pp. (архітектори Я. Новаківський, Л. Каменська, О. Кобат, Л. Скорик). Подальше проєктування здійснювалося в 70-ті роки після реконструкції львівського домобудівельного комбінату, коли його потужність збільшилася з 60 до 200 тис. м² загальної площі на рік. Освоєння Сихова почалося з 1979 року прокладенням вулиці Ізоляторна (пізніша назва — Ворошилова, а тепер — Сихівська) з шляхопроводом через залізничну колію, а вже в 1981 році в урочистих обставинах першим його мешканцям були вручені ключі від квартир. Проєктування і будівництво здійснювалися окремими мікрорайонами.

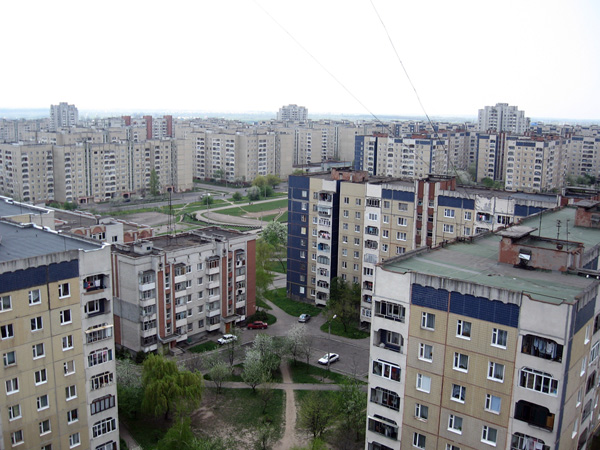
За радянських часів Сихів забудували типовими панельними будинками

В результаті соціальної індустріалізації 1980-х років, здійснюваної радянською владою, колишнє село Сихів значною мірою зруйнували. На зруйнованій частині села Сихів забудували житловий масив, що отримав назву Сихівський. Інша ж частина теперішнього Сихівського мікрорайону (не плутати з Сихівським районом) забудована на території — колишнього села Козельники, яке у 80-х роках теж значною мірою було зруйноване та частини земельних угідь села Зубра Пустомитівського району, які були включені в межі Львова. Втім, розбудові Сихова передувало включення до складу Львова та розбудова інших територій, які згодом увійшли у сучасний Сихівський район Львова. Зокрема у 1955 році до складу Львова увійшла решта території села Козельники, а також південна частина Боднарівки, яка тоді належала до Сокільницького району Львівської області. У 1980 році на південній околиці міста споруджено львівський автовокзал. За ним спорудили Львівський іподром.

### У роки незалежності України
Будівництво велося до середини 1990-х окремими мікрорайонами навколо Y-подібного перехрестя вулиць Криворізької (сьогодні проспект Червоної Калини) та Ворошилова (сьогодні Сихівська). Поруч зі швидкими темпами житлової забудови, створення інфраструктури відбувалося повільнішими темпами. Розпочавшись у 1990-х, воно триває й досі. У 1994 році в кінці проспекту Червоної Калини було відкрито торговельно-побутовий центр «Зубра» (архітектори А. Ващак, В. Каменщик, Є. Мінкова), що був відзначений як найкраще спроєктований і побудований в Україні. В народі він отримав назву «Санта Барбара» через подібність арок на фасаді до тих, що були в будівлі популярного серіалу «Санта-Барбара».

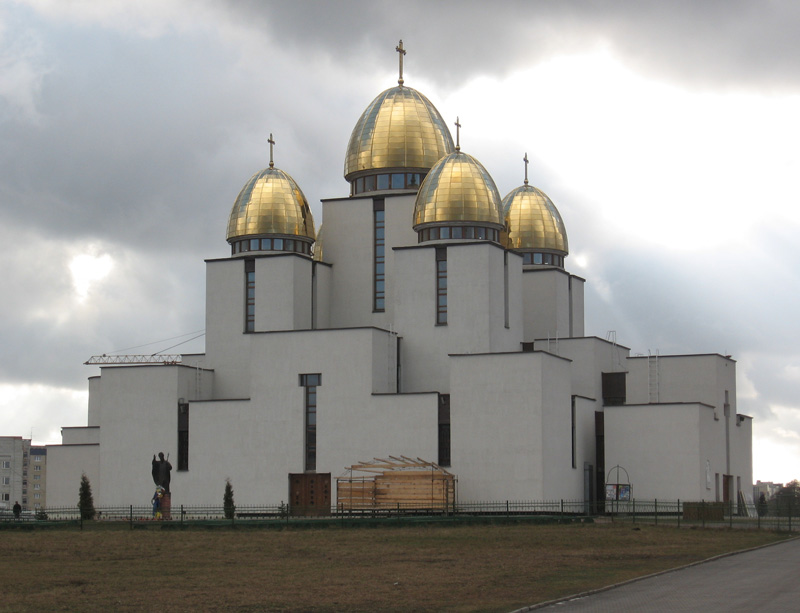
Церква Різдва Пресвятої Богородиці є найкращим зразком сучасної української архітектури

Знаковою будовою перших років незалежності була зведена у 1995—2000 роках біля перетину проспекту Червоної Калини та вулиці Сихівської за проєктом канадського архітектора Радослава Жука модерна Церкву Різдва Пресвятої Богородиці. У 2009 році за результатами опитування 100 львівських архітекторів, проведеного архітекторами Богданом Черкесом та Антоном Коломойцевим, храм визнано найкращим зразком сучасної архітектури Львова. Храм швидко перетворився на центр не лише релігійного, а й суспільного життя Сихова. 26 червня 2001 року на площі перед храмом відбулась зустріч Папи Римського Івана Павла II з молоддю, на яку зібралось понад півмільйона прочан.
У 2007—2010 роках перед церквою було закладено Сквер імені Івана Павла II, а біля входу в церкву встановлено пам'ятник Іванові Павлу II. Врешті 11 жовтня 2009 року до церкви було перенесено мощі блаженного священномученика Григорія Лакоти, які знаходяться в храмі постійно.
Паралельно продовжувалась розбудова інфраструктури Сихівського району — у 1997 році було прокладено тролейбусну лінію у житловий масив Сихів — до Центру Довженка. У 2004 році Міністерство транспорту та зв'язку, яке тоді очолював Георгій Кірпа завершило будівництво одного з найбільших довгобудів Львова — сихівського шляхопроводу, який став однією з найважливіших транспортних розв'язок у Львові, полегшивши сполучення Сихова із центральною частиною Львова. Участь у відкритті шляхопроводу узяв Президент України Леонід Кучма.
Врешті у 2011 році тролейбусну лінію на Сихові було продовжено до торгового центру «Зубра».

## Основні вулиці та місцевості
Основою Сихівського району є однойменний житловий масив, який водночас є найбільшим спальним житловим масивом Львова. Загально заведено ділити Сихівський район на такі великі частини як — Сихів, Стрийська-Броньова, Новий Львів та Дністерська. На території району існує залізнична станція Сихів, яка розташована серед малоповерхової забудови, колишнього села Сихів, що й до тепер значно зберігає свій архетип. Територія Сихівського району складається з різних місцевостей, які у минулому XX столітті були ще окремими населеними пунктами чи заміськими ділянками. Окрім Сихова, до них зокрема належать — Козельники, Пирогівка, Персенківка, частково Боднарівка та Снопків, Пасіки Галицькі і частково колишні угіддя села Зубра.
Головним вулицями Сихівського житлового масиву є Сихівська та проспект Червоної Калини. Межі Сихівського району пролягають кількома великими магістральними вулицями — Пасічною, Зеленою та Стрийською.

## Пам'ятники, пам'ятні місця
Оскільки Сихівський район відносно пізно увійшов до складу Львова, то пам'ятних місць на його території обмаль. Один з не багатьох пам'ятників району — Юрію Великановичу, який розташований на вул. Мишуги, що у 1977—1993 рр. мала ім'я інтернаціоналіста Ю. Великановича та знаходиться на Новому Львові. Автором пам'ятника, відкритого у 1982 році є видатна українська скульпторка Теодозія Бриж. Оскільки це один з небагатьох пам'ятників діячам комуністичного руху в Галичині, який не було демонтовано у роки незалежності, то пам'ятник терпить внаслідок дій вандалів, які нищать його, зокрема 2010 року йому було відрізано голову.

Пам'ятник Іванові-Павлові ІІ перед церквою Різдва Пресвятої Богородиці

2002 року, через рік після візиту Папи Римського Івана Павла II в Україну, проспекті Червоної Калини перед церквою Різдва Пресвятої Богородиці було споруджено пам'ятник Понтифіку.
На станції Персенківка до 1940 року знаходився пам'ятник полякам, які загинули під час боїв за Львів під час українсько-польської війни 1918—1919 років. Саме на цьому місці відбувались одні з найзапекліших боїв за місто. Пам'ятник встановлено 28 вересня 1924 року. Безкоштовно виконаний за проєктом інженера-архітектора Рудольфа Індруха архітектором Антонієм Нестаровським. Напис на колоні сповіщав: «Пам'яті героїв, які в боротьбі за Львів на полях Козельник та Сьнядувкі від 1.ІХ.1918 до 20.V.1919 віддали життя за Польщу». На прямокутній колоні — символічний рельєф — архангел з мечем, що охороняє брами міста. З другого боку — прізвища полеглих у боях. Пам'ятник захисникам Львова був знищений у 1940 році — під час першої радянської окупації міста.
У сквері перед кінопалацом імені Олександра Довженка 18 квітня 2018 року за присутності представників міської та обласної рад, священнослужителів різних релігійних конфесій та містян Львова було закладено пам'ятну капсулу з нагоди початку будівництва меморіалу «Пам'яті і слави Героїв Небесної Сотні». Меморіал буде складатися із двох частин: площі зі стелою та пішохідного моста. На мосту встановлять накриття, де будуть вирізані імена Героїв Небесної сотні — крізь них у дощ буде стікати вода, що символізуватиме сльози за загиблими. Також на мосту буде п'ять базальтових плит, що символізують п'ять днів, у які загинуло найбільше протестувальників. Крім того, це є символом барикад та щитів, атрибутів Революції Гідності. На будівництво пам'ятника міська влада виділила 15 мільйонів гривень. Відкриття меморіалу планується на 19 лютого 2019 року.

## Культові споруди

### УГКЦ

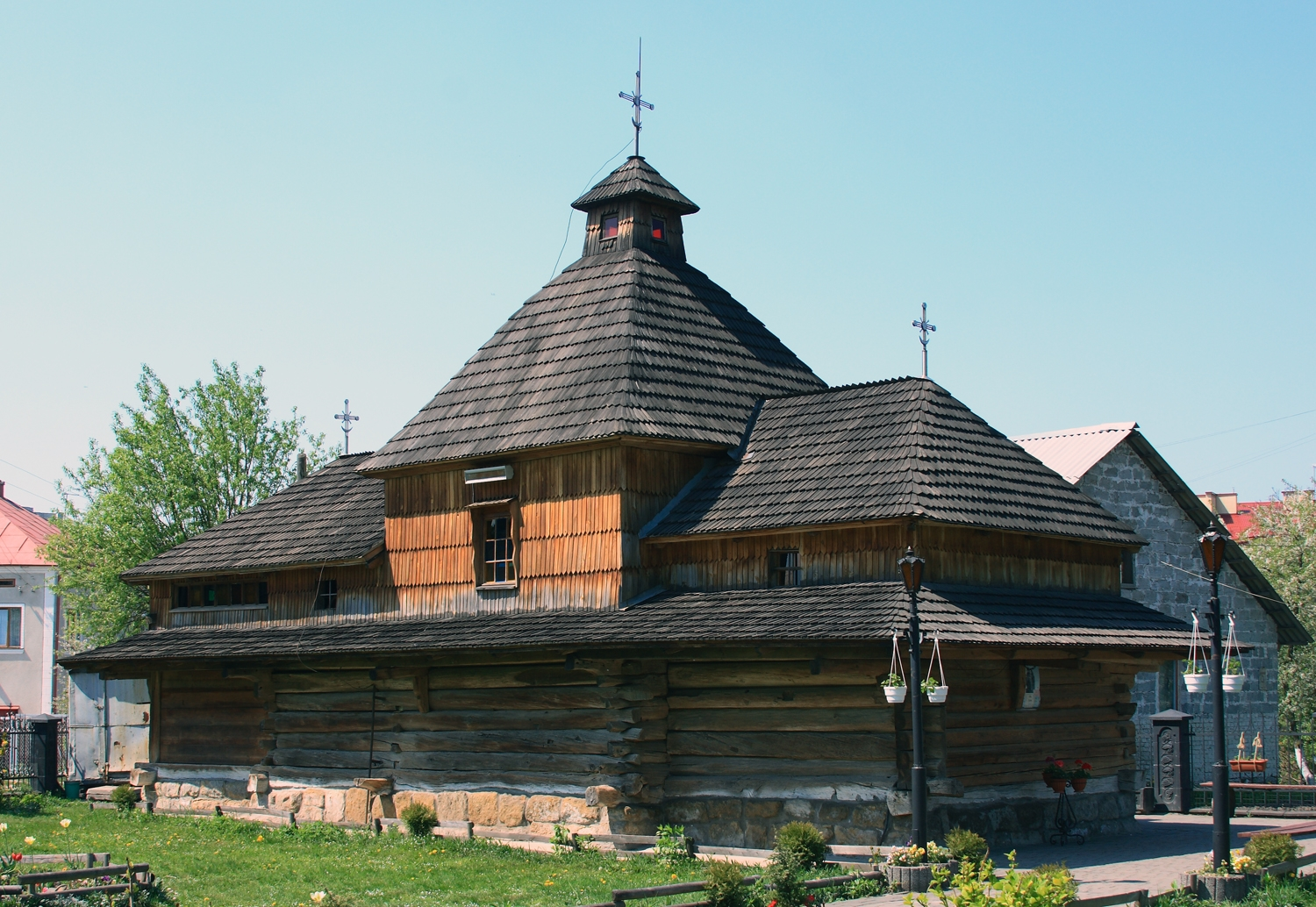
Церква Пресвятої Трійці

Сихівський район серед інших районів Львова має найменше пам'яток архітектури — фактично єдиною будівлею з таким статусом є храм Пресвятої Трійці на вулиці Садибній, 1а. Унікальність цієї церкви полягає в тому, що це єдина автентична дерев'яна церква на території Львова. Сама церква датована 1654 роком, вона зазнала ряду перебудов. Парафія охоплювала села Сихів та Козельники. Її парохом до 1941 року був о. Андрій Іщак, проголошений Іваном Павлом ІІ у 2001 році блаженним. За радянських часів храм було зачинено і лише у 1990 році його повернули греко-католицькій громаді.
Найбільшою культовою спорудою на Сихові та однією з найбільших у Львові є розташована біля перетину проспекту Червоної Калини та вулиці Сихівської церква Різдва Пресвятої Богородиці. Її було збудовано у 1995—2000 роках за проєктом канадського архітектора Радослава Жука. Поблизу неї 26 червня 2001 року папа Римський Іван-Павло II провів зустріч з молоддю, яка зібрала близько півмільйона людей. Згодом на цьому місці було відкрито пам'ятник понтифіку, а у 2007—2010 роках навколо церкви створено сквер імені Івана-Павла II.

Церква святого архистратига Михаїла, яка розташована на вулиці Зеленій, 385 веде свою історію від 1910 року, коли на цьому місці римо-католиками було закладено каплицю Пресвятої Діви Марії. Поступово кількість її парафіян зростала, тож у 1936 році коштом парафіян за проєктом архітектора Анджея Фридецького каплицю було розширено до розмірів костелу, а колишня каплиця стала презбітерієм сучасної святині. У 1946 році радянська влада закрила сихівський храм, більша частина його парафіян, забравши костельне майно, виїхали до Польщі, а ключі від храму передали греко-католикам. Однак греко-католики так само не довго служили у церкві — у 1946 році УГКЦ була заборонена, а до храму прислали православного священника отця Тарнавського. Відтоді і до 1989 року тут правили священники Московського патріархату. У 1989 році на парафії була створена ініціативна група з відродження УГКЦ — було проведено референдум серед парафіян — значна їх більшість висловилась за перехід парафії до складу УГКЦ.
На вулиці Трильовского, 9-а розташована Церква Зіслання Святого Духа. Її наріжний камінь було освячено 7 вересня 2006 року.
21 листопада 2011 року на вулиці Чукаріна, 5 було освячено новозбудований храм Введення в Храм Пресвятої Богородиці. Його будівництво тривало майже рівно 10 років і починалось воно з невеликих служб біля хреста щонеділі та на великі свята — зараз у храмі щонеділі проводять чотири Службі Божі.Також на Сихові за адресою вулиця Зубрівська, 1 знаходиться церква святого Івана Хрестителя.
На межі Сихівського та Галицького районів знаходиться одна з найцікавіших Львівських церков — костел Святої Софії, який дав назву цій місцевості — Софіївка. Адреса святині — вулиця Івана Франка, 121-а. Ще у 1594 році на кошти львівської міщанки Софії Ганель на цьому місці було закладено дерев'яний костел святої Софії, однак під час облоги турками Львова його було спалено, тож у 1760—1765 році на цьому ж місці постав мурований костел. З 1990-х років храм перебуває у використанні УГКЦ і має назву Храм Святої Софії. Костел прямокутний в плані. Простір нави доповнюється гранчастою абсидою і невеликою квадратною прибудовою. Строгий фасад пом'якшують плавні лінії розвинутого барокового фронтону та статуї в нішах.
Також на території Львівської Духовної Семінарії Святого Духа за адресою проспект Святого Івана Павла ІІ, 35 знаходиться Храм Святого Духа.
На Сихові є ще дві греко-католицькі церкви, які знаходяться в стадії будівництва, а Богослужіння там проводяться у каплиці. Зокрема на вулиці Максимовича, 2 міститься Парафія Успіння Пресвятої Богородиці, а на вулиці Сумській 3/11 — Святих Кирила та Мефодія.

### Православна церква України
За адресою — проспект Червоної Калини, 89 збудована церква святого рівноапостольного князя Володимира Великого. У 2000-х роках на вулиці Чукаріна було споруджено церкву святого Пророка Іллі (УАПЦ)

### Українська православна церква Московського патріархату
За тією ж адресою, де розташована церква Святого Рівноапостольного князя Володимира Великого — проспект Червоної Калини, 89 наявна самовільно споруджена каплиця під такою ж назвою церква Святого Рівноапостольного князя Володимира Великого. Узимку 2018 року біля неї відбувалися сутички мітингарів через незаконність храму. Пізніше він частково згорів зсередини.

### Протестантські церкви
На Сихові знаходиться низка культових споруд, які належать до протестантських деномінацій. Будівля під № 8 на вулиці Михайла Гориня — церква «Голгофа» та богословська семінарія Львівського об'єднання церков Християн Віри Євангельської, будівництво споруди якого завершено 2006 року. Також тут розташовані Дім молитви Євангельських християн — баптистів, Дім молитви Християн віри євангельської «Голгофа», Дім молитви Адвентистів сьомого дня, а також Зал Царства Свідки Єгови.
На вулиці Лісній, 16 є протестантська церква Святої Трійці Християн Віри Євангельської, зведена у 2000-х роках.

## Цвинтарі
Фактично на околиці Львова знаходиться Сихівське кладовище, станом на 2004 рік його площа становила 9,7 гектара і там було поховано 41 тисячу осіб. Міська рада вела переговори із сусідніми сільрадами про розширення цвинтаря на 7,5 гектара.

Також на території району є старий Сихівський цвинтар

## Театри, кінотеатри, народні доми, Палаци культури

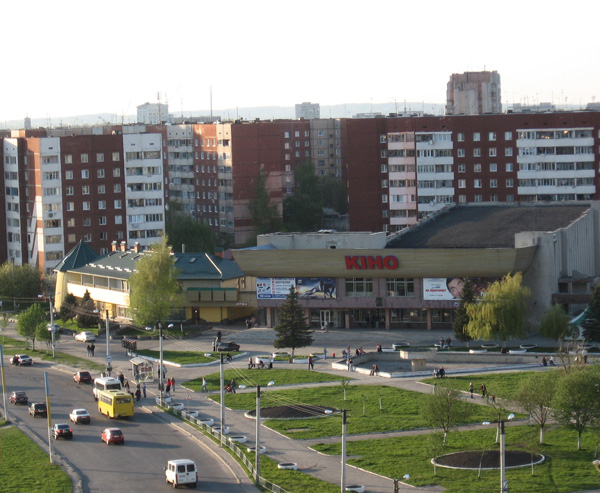
Кінотеатр імені Довженка (тепер «Кіно») на Сихові

У 1986 році на проспекті Червоної калини, 81 було споруджено кінотеатр імені Довженка, з 2006 року «Кіно». Зараз він входить у мережу «Кінопалац». У ньому працює два зали — червоний на 747 місць та синій на 196. Пересічно щомісяця його відвідує 15 000 осіб. Синій (новий, комфортний) зал на 196, обладнаний звуковою системою DOLBY DIGITAL SURROUND, акустикою «JBL», панорамними сучасними екранами Perlux.

## Стадіони

### Колишні стадіони
На місці, де у 1980-х будували адміністративну будівлю для обласного керівництва, яка з 1990-х стала місцем перебування Державної податкової адміністрації (ДПА), ще у 1889 р. Товариство вирощування коней заснувало іподром. У 1920-х іподром перенесли за колію Львів-Чернівці, а на його місці спорудили стадіон львівського спортивного клубу «Чарні». Після війни тут був стадіон «Динамо». Пам'ятний знак, встановлений у 2001 р. перед будівлею ДПА, невірно інформує, що саме тут у 1911—1939 рр. був спортивний майдан «Український город» громадсько-політичного і гімнастично-пожежного товариства «Сокіл-Батько». Насправді стадіон «Сокола-Батька» був ближче до центру — на розі перекритої зараз вул. Козельницької, там, де зараз станція дитячої залізниці «Сонячна». За радянських часів на місці стадіону заклали алею, оздоблену бюстами російських митців і композиторів та скульптурною групою «Сталін і Горький», а неподалік встановили вежу для стрибків з парашутом, яка простояла до середини 1960-х років.

### Сучасні стадіони
На території Сихівського району знаходиться стадіон «Арена-Львів», який було збудовано до Євро-2012. Розташований за адресою вул. Стрийська, 199 — поблизу перетину вулиці Стрийської та Кільцевої (об'їзної) дороги. Розрахована на 34 915 глядачів.
Львівський стадіон став третім найдорожчим стадіоном в історії України (після НСК «Олімпійський» та «Донбас-Арени»; кошторис львівської арени становить 2 945 млн ₴). За кількістю місць для глядачів (34 915) «Арена Львів» посідає 4-те місце в Україні, за освітленістю поля, 2800 люксів — перше місце.
У рамках заявки Львова на проведення Зимових Олімпійських ігор 2022, яку уряд України має намір подавати, стадіон розглядається як основна арена Ігор, тому після Євро-2012 його мають намір модернізувати.
У 1977 році на вулиці Стрийській, неподалік виїзду зі Львова було відкрито сучасний іподром. Площа іподрому становить майже 90 гектарів. Для проведення тренінгу та перегонів коней верхових порід на території іподрому розміщені тренерські стайні на 200 голів та чотири скакові доріжки. Львівський іподром єдиний в Україні, який спеціалізується на перегонах коней верхових порід. Щорічно тут проходять тренінг та випробування близько 150 голів коней чистокровної верховоїЧистокровний верховий кінь та української верхової порід, які належать приватним власникам та державним кінним заводам України.
У 2001 році під час візиту в Україну папа Іван Павло II відправив на території іподрому дві літургії — у римо-католицькому та греко-католицькому обрядах.

## Галерея

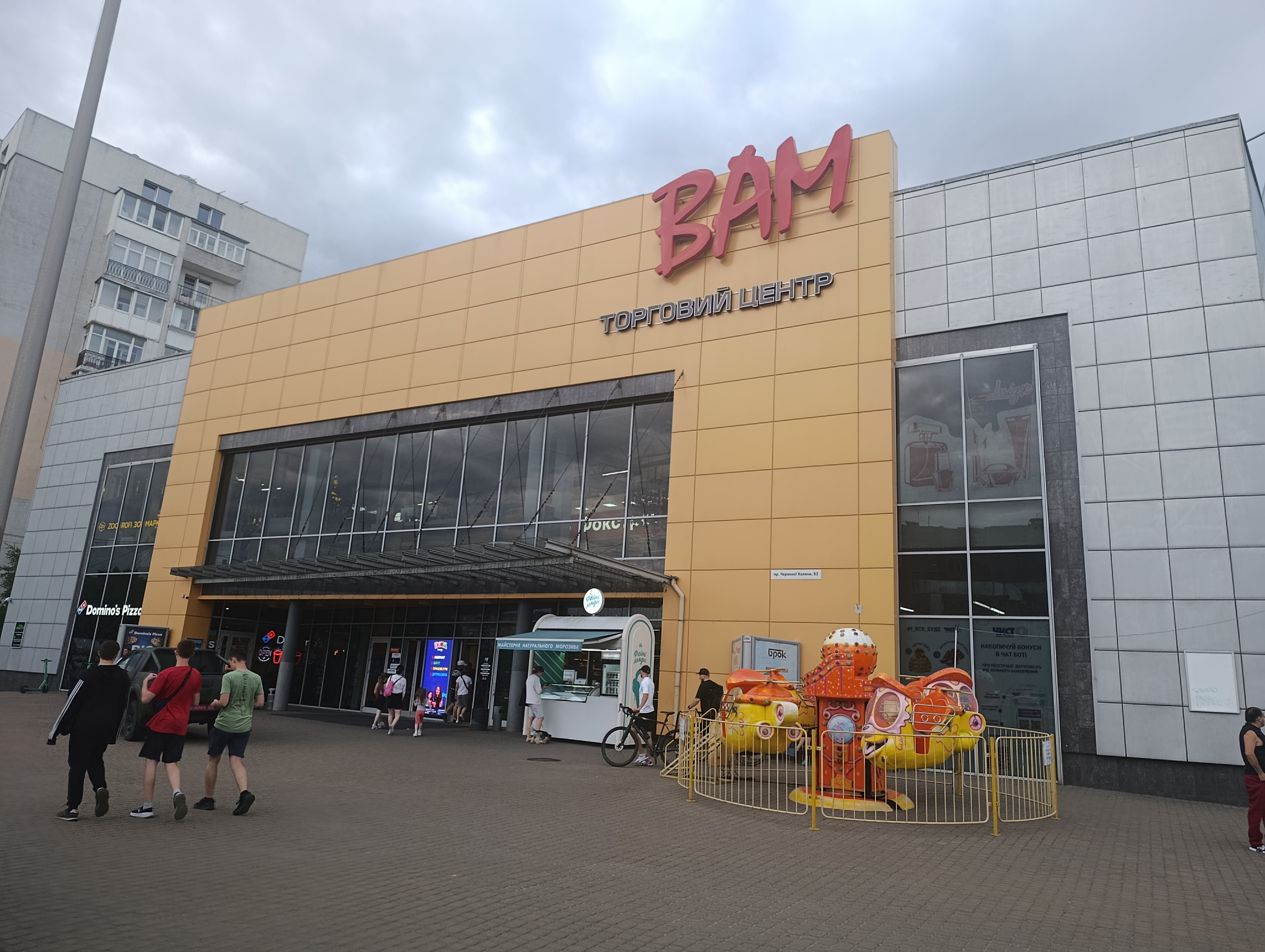
Торговий центр ВАМ на Червоної Калини, відкритий у січні 2007 року.

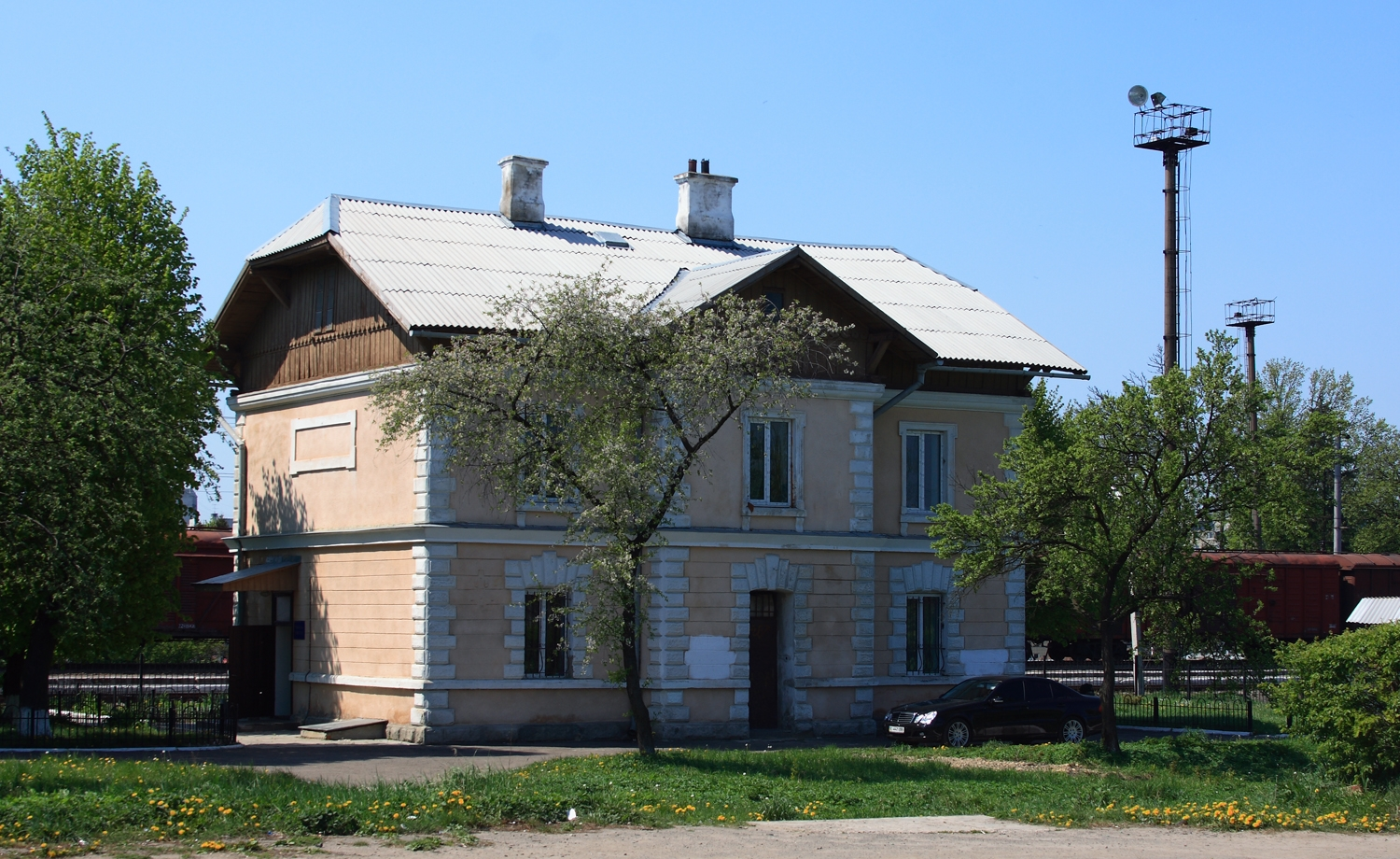
Станція Сихів

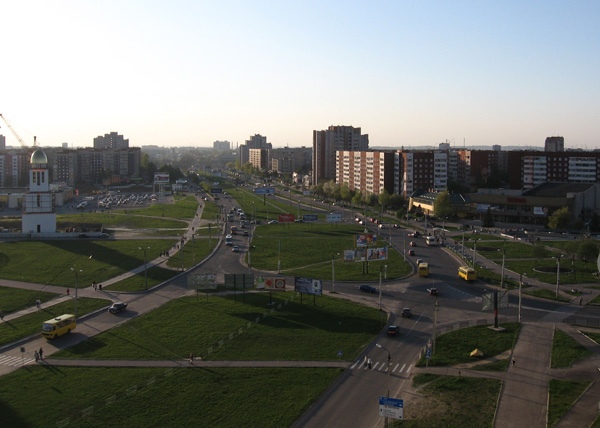
Проспект Червоної Калини — головна вулиця Сихова

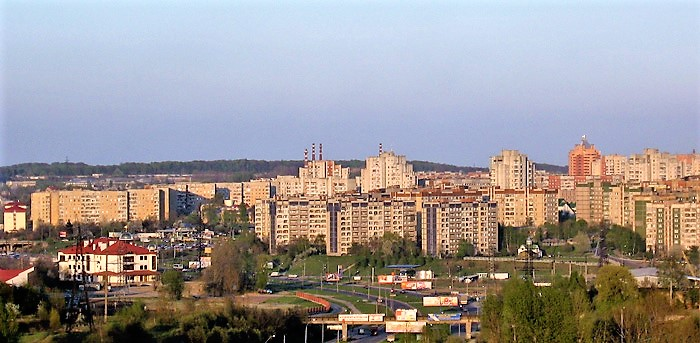
Панорама Сихова з вулиці Стрийської

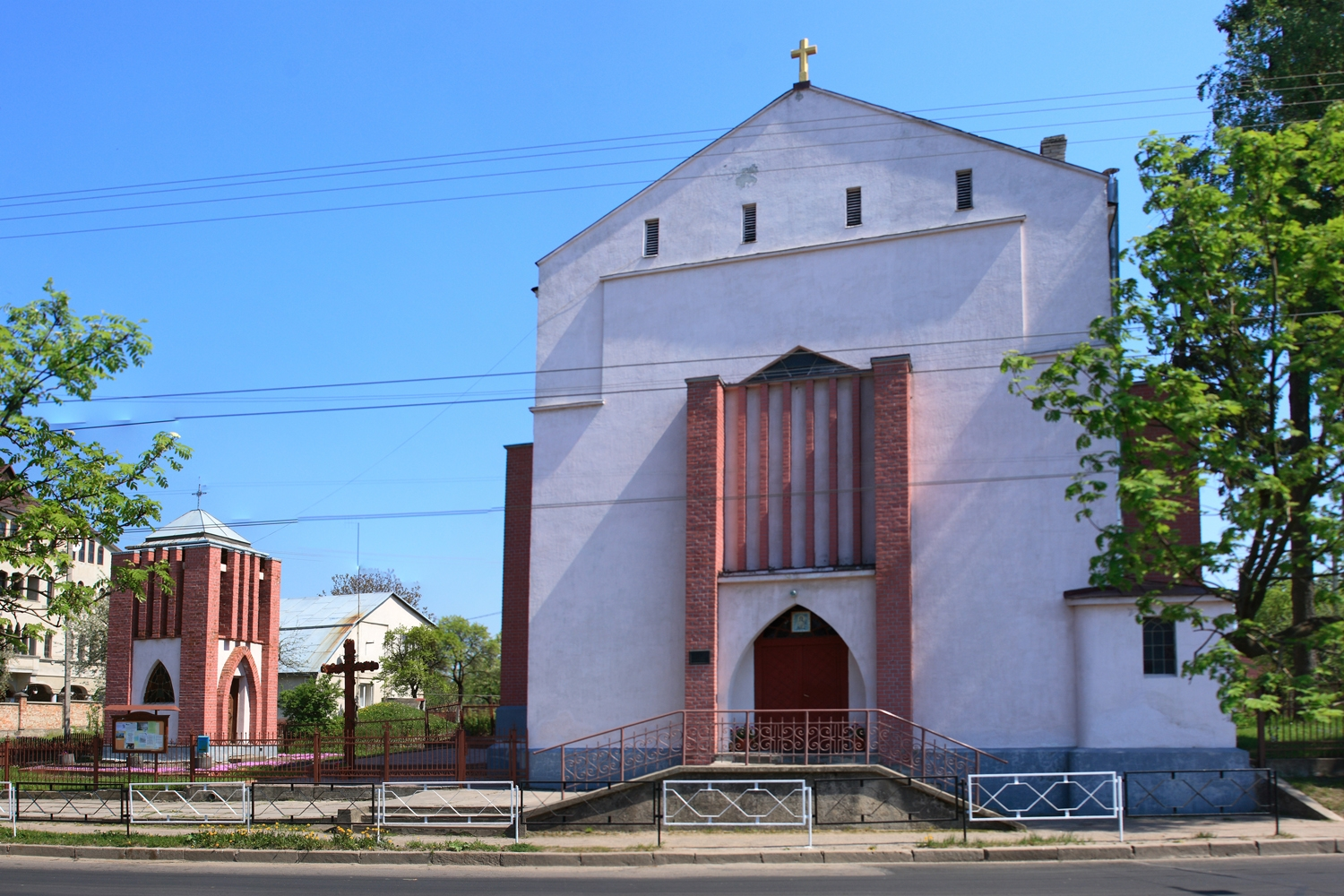
Церква святого Архистратига Михаїла (Львів)

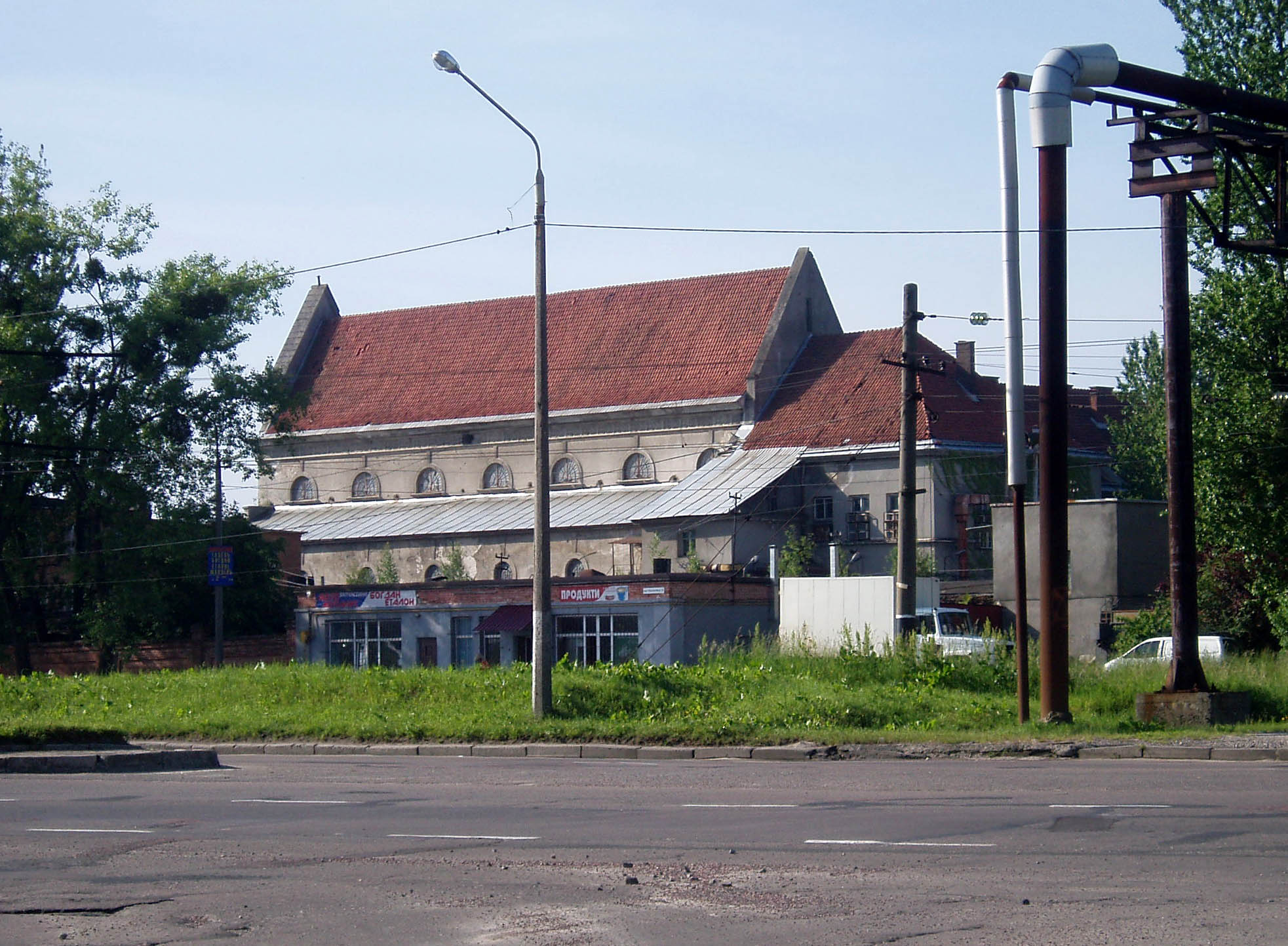
Монастир кармелітів босих на вул. Персенківка, 10

10,723 × 2,899 pixelspx

Інтер'єр церкви Різдва Пресвятої Богородиці у Львові

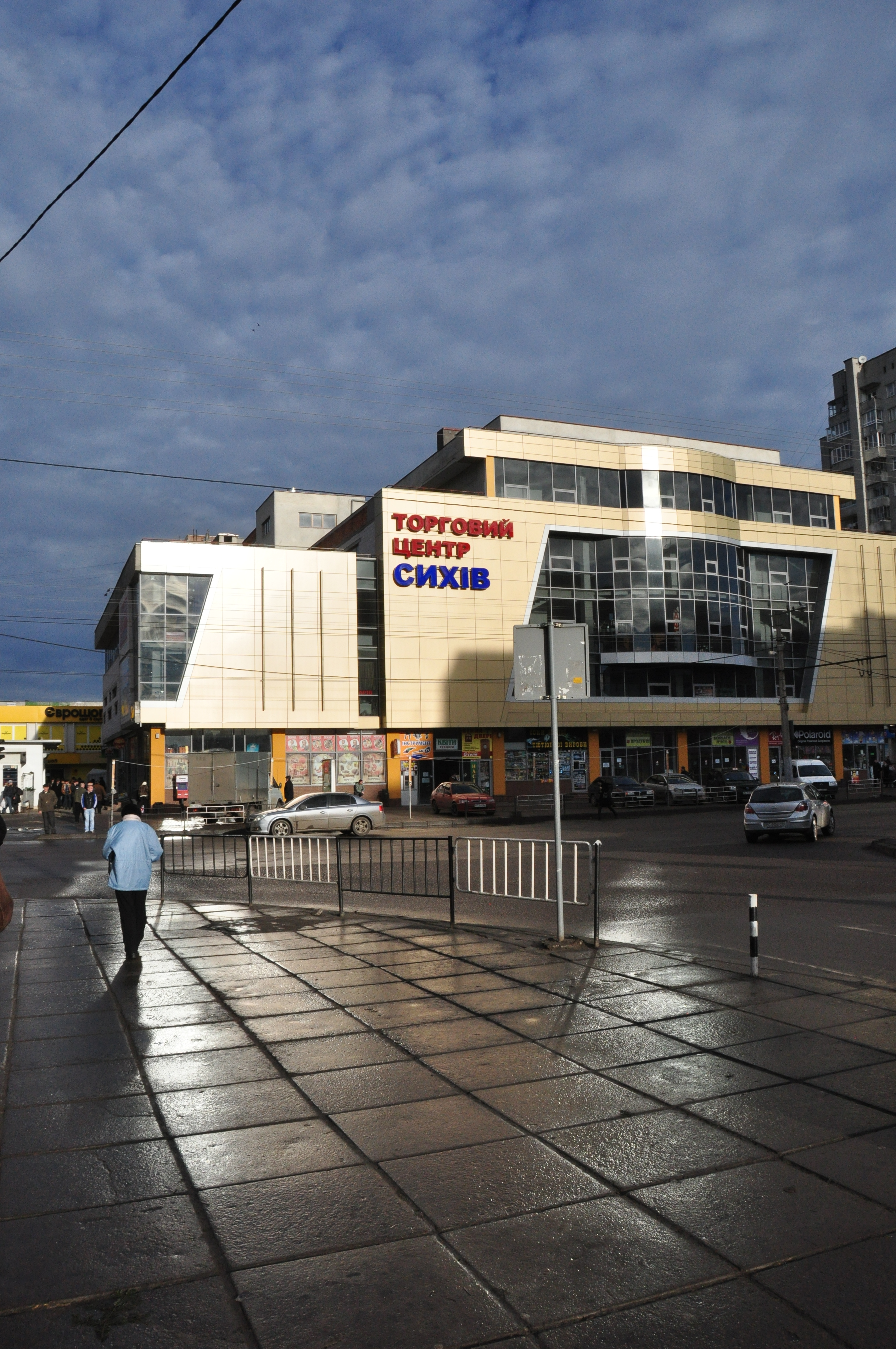
Торговий центр «Сихів» по вул. Сихівській (ріг вул. Кавалерідзе)

## Навчальні заклади
На території Сихівського району не розташовано жодного вищого навчального закладу, підпорядкованого МОН. Також на території Сихівського району майже не має середніх спеціальних навчальних закладів, окрім розташованого за адресою вулиця Пимоненка, 19 Львівського державного технічного коледжу та на вулиці Пимоненка, 15 Львівського професійного ліцею дизайну та будівництва.

З приватних вишів є Львівська духовна семінарія Святого Духа (УГКЦ), згадана вже протестантська семінарія та корпуси Українського католицького університету.
Водночас на території Сихівського району добре розвинута мережа середніх шкіл — як державних, так і приватних, як загальноосвітніх, так і спеціалізованих. Загалом в районі є 14 загальноосвітніх шкіл, у тому числі спеціалізована школа N 69 з поглибленим вивченням французької мови, спеціалізована школа N80 з поглибленим іспанської мови, спеціалізована школа N93 з поглибленим вивченням англійської мови. Також є школа-ліцей «Оріяна», гімназія «Сихівська», приватна школа «Первоцвіт», приватна школа «Дивосвіт», приватна початкова школа «Альфа», ліцей Климентія Шептицького, гімназія Брати Ізраїлю, ДЮСШОР № 3. У Сихівському районі є ряд закладів позашкільної освіти, як Центр дитячої та юнацької творчості МЖК-1, дитячий центр туризму, спорту і екскурсій N1, Дитяча школа народних мистецтв, Міжшкільний навчально-виробничий комплекс. В районі працює авторська школа Марії Чумарної «Тривіта».
Автошкола Магістраль на Червоної Калини, 62А у Львові (Сихів) пропонує індивідуальний підхід, зручний графік занять і різні програми навчання водінню.

## Наука
На вулиці Козельницькій, 4 розташовані корпуси Західного наукового центру Національної академії наук України і Міністерства освіти і науки України — основна організаційна і координаційна ланка регіональної системи науково-технічної та інноваційної діяльності в західних областях України, Західний науковий центр НАН України і МОН України об'єднує науковців восьми областей: Волинської, Івано-Франківської, Закарпатської, Львівської, Рівненської, Тернопільської, Чернівецької та Хмельницької.

## Медицина
Сихівський район має добре розвинуту медичну мережу — тут є не лише лікувальні установи, які скеровані на надання допомоги мешканцям району, а й ряд лікарень, які надають спеціалізовану медичну допомогу мешканцям не лише міста й області, а й сусідніх областей.
Однією з найбільших медичних установ міста є комунальна 8-ма клінічна лікарня, яка розташована на вулиці Навроцького. Тут надається ургентна й планова кардіологічна допомога; Ортопедія й травматологія, Неврологія й нейрохірургія, Хірургія поєднаної й комбінованої травми, хірургія кисті, невідкладна й планова абдомінальна хірургія, Лікування термічної травми, пластична й реконструктивна хірургія, Мікрохірургія ока, Інтенсивна терапія й анестезіологічна допомога, Клініко-лабораторна діагностика, рентгенологічна, ультразвукова й ендоскопічна діагностика. Ліжковий фонд лікарні становить 390 ліжок, щороку отримують стаціонарну медичну допомогу близько 10 тис. жителів Львова та області. Лікарня була базовою установою м. Львова для надання медичної допомоги під час проведення фінальної частини Чемпіонату Європи з футболу «Євро-2012».
На вулиці Джорджа Вашингтона, 6 знаходиться Львівський державний обласний перинатальний центр. Він заснований у 1986 році і є єдиним у Львівській області, збудованим за типовим проєктом пологового будинку. За останні 3 роки в перинатальному центрі в середньому проводиться близько 3500 пологів на рік.
На вулиці Гашека, 2-а знаходиться Львівський державний онкологічний регіональний лікувально-діагностичний центр — провідна медична установа Західної України у галузі онкології. Медична установа заснована у 1980-х роках і зараз у її корпусах працюють відділення патології молочної залози, відділення голови та шиї, торакальне відділення, урологічне відділення, відділення абдомінальної хірургії, відділення патології м'яких тканин, проктологічне відділення.
Фактично на околиці Львова, а саме за адресою вулиця Зелена, 477 знаходиться КЗ ЛОР Львівський регіональний Фтизіопульмонологічний лікувально-діагностичний центр. Його було засновано у 1988 році на базі Львівського обласного протитуберкульозного диспансеру. Він був першим і єдиним закладом такого типу в Західному регіоні України і другим в Україні (після Дніпра). За наказом МОЗ України від 31 січня 1990 року № 20 отримав функції регіонального. ЛРФПЦ — головна установа з надання фтизіатричної, пульмонологічної, діагностичної та торакальної хірургічної допомоги населенню Львівської області. Він має стаціонарне відділення на 720 ліжок та поліклініку, яка розрахована на 375 відвідувань в день. Станом на 1 жовтня 2010 року у штаті ЛРФПЦ працювало 113 лікарів, з них 9 кандидатів медичних наук, 3 — завершували роботу над кандидатськими, 60 мають вищі кваліфікаційні категорії. Щорічно у ЛРФПЦ лікується близько 5,5 тис.хворих фтизіопульмонологічного профілю, проводиться понад 700 операцій.

## Парки
Сквер імені Івана Павла II став першим сквером в Україні, який було закладено у роки незалежності. Парк розташований поруч із церквою Різдва Пресвятої Богородиці в якій під час візиту в Україну у 2001 році понтифік відслужив Літургію. У 2005 році на честь річниці візиту було висаджено першу алею з 300 дерев, однак через деякий час її знищили вандали. У червні 2006 року міська рада визначила межі парку — 1,38 гектара, 28 вересня 2007 року було урочисто відкрито наймолодший у Львові парк.
Парк «Залізна Вода» — його територія ще з 1830-х років використовувалась львів'янами для відпочинку, однак сам парк було закладено у 1905 році, він розташований між вулицями Стуса, Мишуги, Тернопільською та Ярославенка, місцевостями Новий Львів та Снопків. У 1984 році отримав статус пам'ятки садово-паркового мистецтва місцевого значення. Загальна площа парку 19,5 гектара. Назва парку походить від високого вмісту заліза в тутешніх джерелах. Рослинність: бук, сосна, дуб, береза, тополя, верба, декоративні дерева та чагарники. Тут також росте старий яблуневий сад.
Лісопарк «Зубра» — парк у Сихівському районі Львова біля Сихівського житлового масиву. Інша назва «Зубрівський ліс» (багато людей помилково називають його Сихівським, хоча насправді «Сихівський ліс» є з іншого боку колишнього села Сихів, позаду заводу «Іскра»), походить від села Зубри та річки під цією ж назвою, які знаходяться відразу за Сихівським масивом. У «Зубрівському лісі» існував дитячий піонерський табір. Основні породи дерев лісопарку: дуб, сосна, чорна вільха. Ще до 1982 року водилися в лісі сарни, зайці, їжаки та різного роду птахи. В давнину, історики пишуть, були в лісі зубри, від яких і село з річкою отримали назву.

## Водойми
На території Сихівського району, в районі Сихова та Козельник, знаходиться джерело з якого витікає річка Зубра або Зубря — притока Дністра, відповідно, належить до басейну Чорного моря. Між витоками Зубри та Полтви проходить Головний Європейський вододіл. У межах Львова річка сильно забруднена, хоча ще на початку 1980-х років була популярним місцем відпочинку. У 1950-х роках на цій річці (між Боднарівкою та Сиховом) було створено Піонерське озеро із зоною відпочинку. Однак через забрудненість водойму було незабаром спущено і на її місці тепер болото.

## Транспорт

### Залізничний транспорт
Територією Сихівського району проходить залізнична колія Львів-Чернівці та знаходиться дві станції — Персенківка та Сихів. На залізничній станції Сихів зупиняються потяги місцевого сполучення, а також два потяги далекого сполучення: «Рахів-Львів» та «Чернівці-Одеса». У 2009—2010 роках вона була кінцевим пунктом міського рейкового автобуса Сихів — Залізничний вокзал — Підзамче. У 1994 році у Львові здійснили першу спробу запустити міський електропотяг Львів-Сихів. Тоді ж було електрифіковану цю частину залізничного шляху. Другу спробу запровадити міський електропотяг було здійснено у грудні 2009 року коли у Львові почав курсувати міський рейковий електропотяг Сихів-Підзамче.

Також міський рейковий автобус здійснював проміжну зупинку на станції Персенківка. Зараз на станції Персенківка зупиняються лише потяги місцевого значення — Львів-Ходорів та Львів-Жидачів.

У 1894 році від станції Персенківка до верхньої частини Стрийського парку з нагоди Загальної крайової виставки було збудовано вузькоколійку, втім після завершення виставки залізничну колію не використовували. У 1921 році її експлуатацію відновили, згодом вона обслуговувала частину радянської армії, яка перед війною розташувалась тут, потім німецьку і знову радянську. У 1951 році частину вузькоколійки розібрали, а ще частину використовували як Дитячу залізницю з трьома станціями. У 1976 році після реконструкції вулиці Стрийської частину залізниці знову розібрали, закривши при цьому станцію «Дитяче містечко».

### Автостанції

Львівський автовокзал

У 1976—1980 роках на південній околиці міста споруджено будівлю автовокзалу (вул. Стрийська, 109), початково розраховану на 800 пасажирів на годину. Архітектори В. Сагайдаківський, М. Столяров, інженери В. Бойків, А. Єфремов. Автовокзал на Стрийській є основним вокзалом для автобусного сполучення — звідси відправляються автобуси як до сусідніх областей, так і за кордон
Окрім того на вулиці Зеленій поблизу ДБК знаходиться автостанція Перемишлянського напрямку.

### Автобуси, маршрутні таксі
Сихів має добре розвинуту мережу міських автобусних маршрутів, в тому числі і маршрутних таксі. Завдяки цьому Сихів має пряме сполучення з більшою частиною львівських мікрорайонів. Щодо інших частин Сихівського району, то вони так само мають пряме забезпечення як з іншими частинами Львова, так і Сихівським житловим масивом — здебільшого завдяки транзитним маршрутам.

### Трамвай

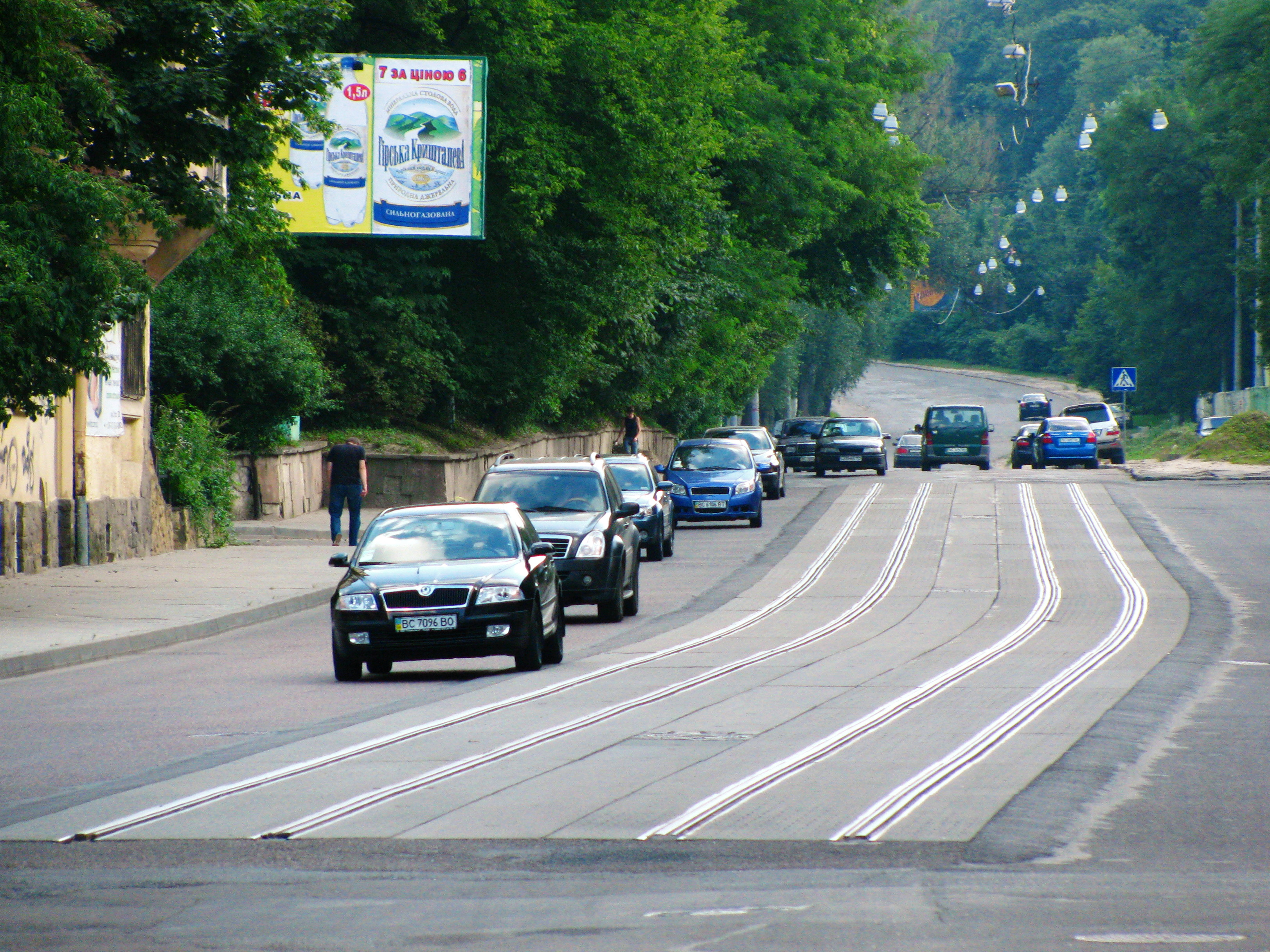
Завершити будівництво трамвайної лінії на Сихів вдалось пізніше

Сихівський район у Львові єдиний, який протягом тривалого часу не мав трамвайного сполучення. Водночас проєкт будівництва трамваю на Сихів був одним з найбільших інвестиційних проєктів Львова виконання якого, з різних причин міська влада не могла розпочати. Трамвай на Сихів почали будувати у 2008 році, однак, того ж року будівництво було заморожене через нестачу коштів. Тоді була збудована невелика ділянка колії на вулиці Снопківській. Згідно з основним проєктом, колія має пройти вулицею Василя Стуса та проспектом Червоної Калини. Існують також плани прокладення гілки майбутнім проспектом Володимира Вернадського від вулиці Княгині Ольги. Ідея будівництва трамвайної лінії на Сихів виникла ще у  1980-х роках. Хоча з будівництвом трамвая на Сихів у місті покладались надії суттєво розв'язати транспортні проблеми, водночас у місті було багато противників цієї ідеї, які стверджують, що він навпаки, створить нові.[джерело?]
Трамвайний маршрут № 8 запущено на Сихів в листопаді 2016-го року. Колія проходить вулицею Стуса та проспектом Червоної Калини. Лінія має 14 зупинок в напрямку з Сихова до центру Львова і 15 — у протилежний бік. Інтервал руху складає 5-6 хв, на маршруті курсує 10 трамваїв.

### Тролейбус
У 1955 році, через три роки після початку тролейбусного руху у Львові перша тролейбусна лінія з'явилась на вулиці Стрийській, яка є адміністративною межею сучасного Сихівського району — тролейбуси № 4 і № 5 з'єднали, центр міста з, відповідно Львівським автобусним та танкоремонтним заводами. У 1960 році вулицю Стрийську через вулицю Панаса Мирного з'єднав із Новим Львовом маршрут N6. А вже до 1966 року перша тролейбусна лінія з'явилась на вулиці Зеленій — до перетину з вулицею Луганською. До 1971 року її продовжили до станції Сихів. Також у той період Новий Львів отримав тролейбусне сполучення із центром міста через вулицю Снопківську. У 1982 році з'явився короткий маршрут № 16, який з'єднав станцію Сихів із Сихівським цвинтарем та тубдиспансером. Втім у Львові не лише відкривались нові тролейбусні лінії — частину маршрутів закривали. Так, до 1984 року було повністю припинено пряме тролейбусне сполучення вулиці Стрийської з Новим Львовом.
У 1997 році було прокладено перший тролейбусний маршрут на власне Сихів — № 24, який з'єднав центр міста із розташованим на проспекті Червоної Калини кінотеатром імені Довженка. У 2008 році припинилось тролейбусне сполучення із Новим Львовом. У 2011 році тролейбусну лінію від кінотеатру Довженка продовжили до мікрорайону Санта-Барбара.
У планах міської влади Львова подовжити тролейбусний маршрут N2, який зараз з'єднує центр міста із вулицею вулицею Науковою (перехрестя Наукової — Академіка Підстригача) через перехрестя із вулицею Стрийською на проспект Святого Івана Павла ІІ до гуртового ринку «Шувар».

## Ринки, торгівля
Сихівський район має розвинуту торговельну мережу як невеликих магазинів, так і потужних супермаркетів як продовольчої, так і промтоварної групи — в районі представлено більшість торговельних мереж, які працюють у місті. Основні торгові центри, які працюють на Сихові: гуртовий сільськогосподарський ринок «Шувар» (Нижній Шувар), торговельний комплекс «Шувар» (Верхній Шувар), ТЦ «Сихів», та ТЦ «ВАМ». Однак торговельною візитівкою Сихова є найбільший в Західній Україні гуртовий сільськогосподарський ринок «Шувар». Він був заснований у 1991 році як магазин роздрібної торгівлі у Львові, з часом пройшов складний шлях розвитку перетворившись у 2002 році у регіональний Аграрний центр, який розташовано на проспекті Святого Івана Павла ІІ, 4-б. Поступово площа РАЦ збільшувалась і станом на 2009 рік вона становить 6,4 гектара. Окрім того, «Шувар» має у своєму складі низку інших підрозділів, один з них Торговий комплекс «Шувар» які займаються іншими напрямками діяльності, він є одним з найбільших підприємств Львова.
26 жовтня 2006 року на співвласника «Шувару» Романа Федишина було вчинено замах в результаті якого загинула дівчина, яка випадково опинилась поруч з автомобілем підприємця, сам Роман Федишин отримав травми. Поліції вдалось розкрити цю справу і зараз злочинці відбувають покарання.

## Промисловість
На території Сихівського району знаходиться ряд великих підприємств Львова. Одним з провідних підприємств Львова є Львівський автобусний завод який випускає свою продукцію — автобуси та тролейбуси під маркою «ЛАЗ». Будівництво підприємства

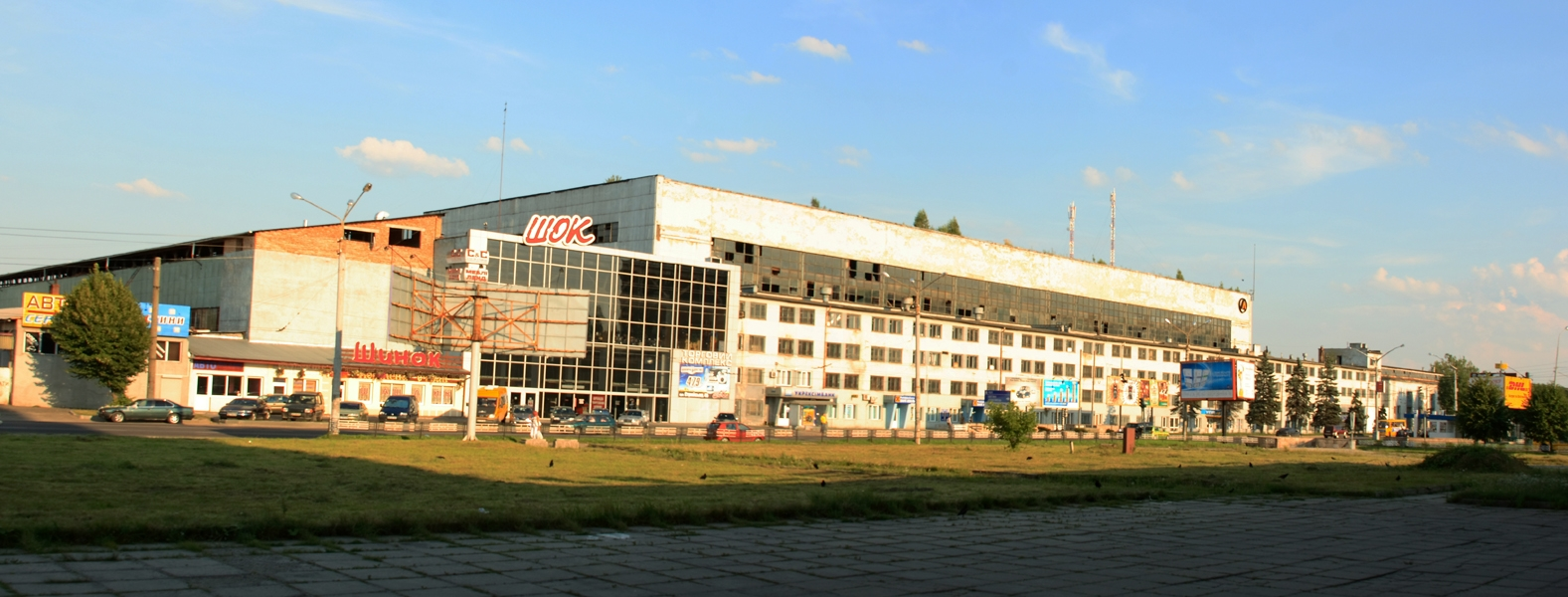
Львівський автобусний завод

розпочалось у 1945 році, спочатку як автокранового, однак потім його перепрофілювали на складання автобусів — перший автобус тут збудували у лютому 1956 року. У 1960-х роках на підприємстві спробували налагодити випуск тролейбусів. За радянські роки ЛАЗ завоював репутацію найбільшого підприємства галузі в СРСР, однак з настанням незалежності виробництво на підприємстві різко скоротилось. Поступове відродження підприємства розпочалось у 1994 році, коли відбулась його приватизація. Також у 1990-х роках минулого століття на підприємстві відродили виробництво тролейбусів. Модельний ряд підприємства представлено як автобусами міського класу, так і туристичними, а також тролейбусами. ЛАЗ був офіційними постачальником автобусів і тролейбусів для міст які приймали Ігри Євро-2012
Недалеко від території, яку займає ЛАЗ на вулиці Персенківка, 10 розташовані корпуси Відкритого акціонерного підприємства «Український інститут автобусотролейбусобудування» (скорочено ВАТ «Укравтобуспром»). Інститут є головним розробником автобусів та тролейбусів для підприємств галузі, свою діяльність він розпочав ще у 1960-ті роки минулого століття. В 1967 році в туристичному ралі i конкурсах на 18-му Міжнародному автобусному тижні в Ніцці (Франція) брав участь великий міжміський автобус «Україна-67», який отримав 4 призи, срібну медаль i 2 кубки.
У 1969 році на Міжнародному туристському авторалі Європа — Лазурний берег i на 19-му Міжнародному тижні автобусів брали участь автобуси «Україна-67» i «Україна-69», які отримали приз «Гран-прі» за високі експлуатаційні якості, зразковий вигляд, комфортабельність, відповідний сервіс. На початку 90-х років минулого століття тут спробували налагодити виробництво автобусів «Тур» кількох модифікацій, однак успіху вони не мали. Натомість підприємство відоме як розробник моделей автобусів, які успішно виготовляються іншими підприємствами галузі. Зокрема їхньою розробкою є така популярна модель автобуса, як БАЗ-2215 «Дельфін».
Львівський танкоремонтний завод було створено у 1944 році, коли територія міста знову потрапила під радянський контроль. До завершення війни тут встигли відремонтувати 1200 танків. Він розташувався в Освицькому гаю на тодішній околиці міста. У 1950-х роках до нього було прокладено тролейбусну лінію. У роки незалежності тут освоїли виробництво продукції на експорт, також тут започаткували випуск конверсійної продукції, зокрема автобусів ЛіАЗ, «Газель», іншу техніку.
У 1970-х роках на вулиці Вулецькій виникло підприємство «Іскра» — одне з небагатьох, яке змогло пережити економічну кризу 1990-років минулого століття. Підприємство спеціалізується на виробництві електроламп і є провідним підприємством галузі в Україні. Товарний асортимент ВАТ «Іскра» налічує понад 280 видів ламп загального та спеціального призначення, а також кварцово-галогенні, мініатюрні, автомобільні, натрієві і ртутні, компактні люмінесцентні та лампи-фари. Сьогодні товариство постачає світлотехнічну продукцію під двома торговими марками «Volta» та «Іскра», які зареєстровані у 18 країнах світу. Продукція займає значну частку на ринку освітлювальної техніки України.
На вулиці Зеленій,301 знаходиться ТзОВ «Львівська ізоляторна компанія» — підприємство, розташоване у місті Львові, єдиний в Україні виробник скляних ізоляторів, і другий за значенням на території колишнього СРСР. Підприємство було створено у 1965 році, його продукція використовується у 30 країнах світу.
Власне Сихів є найбільшим житловим масивом Львова, спальним районом, тож промислових підприємств на його території немає, однак вони є в інших частинах Сихівського району. Зокрема на Боднарівці, вздовж вулиці Стрийської ще після І світової війни було створено цегельний завод спілки «Радивил, Відмер і Зелінський», а з іншої — міську бетонярню (сьогодні — завод залізобетонних виробів). За радянських часів на території Козельник збудували кілька великих промислових підприємств (ВО «Полярон», завод фрезерних верстатів, завод «Електропобутприлад», Меблевий комбінат, хімічний завод, домобудівний комбінат) та складських комплексів і баз.

## Державні установи та органи місцевого самоврядування
На території Сихівського району, за адресою вулиця Стрийська, 35, знаходиться Державна податкова адміністрація Львівської області. Її будівництво розпочалось у 1986 році, як найбільшої адміністративної будівлі області на той час. Планувалось, що там розмістяться всі місцеві керівні партійні та радянські органи влади. Проти цього проєкту виступало КДБ, вважаючи розміщення в одному місці всіх керівних органів невиправданим із міркувань безпеки. У часи перебудови про будівництво забули, і лише 1996-го Податкова адміністрація власним коштом завершила будівництво цієї найбільшої в місті адміністративної споруди та розмістила там свої підрозділи.

## Цікаві факти
На території Сихівського району є три будинки, які входять до переліку найвищих споруд Львова. А саме на вулиці Зубрівській, 32 знаходиться 17-поверховий житловий будинок, його загальна висота 66 метрів. Він є найвищим житловим будинком у місті та другою за висотою будівлею міста, поступається лише Церкві Ольги та Єлизавети, яка розташована на площі Кропивницького — її висота 85 метрів.
14-поверхова споруда ДПА у Львівській області має висоту 53 метри. Таким чином вона є найвищою офісною спорудою у місті. Вищою за неї є львівська ратуша — 65 метрів, однак її вежа використовується суто з туристичною метою як оглядовий майданчик. За адресою вулиця Чукаріна, 6 знаходиться ще один висотний житловий будинок — він має висоту 50 метрів.